# さあ、映画の話をしよう
さあ、映画の話をしよう（さあ、えいがのはなしをしよう）は、ABCテレビで2020年10月から放送されている劇場公開映画を紹介する番組。ナレーションは大塚明夫。

## 概要
最新映画や、ネットフリックスでおすすめのドラマや映画、ドキュメンタリーを紹介する番組